# Nina Gavryljuk
Nina Vasil'eva Gavryljuk (in russo Нина Васильевна Гаврылюк?; Leningrado, 13 aprile 1965) è un'ex fondista russa, vincitrice di varie medaglie olimpiche e iridate. Fino alla dissoluzione dell'Unione Sovietica (1991) gareggiò per la nazionale sovietica.

## Biografia
In Coppa del Mondo ottenne il primo risultato di rilievo il 10 dicembre 1986 a Ramsau am Dachstein (13ª), il primo podio il 27 novembre 1994 a Kiruna (2ª) e la prima vittoria il 20 dicembre successivo a Sappada.
In carriera prese parte a quattro edizioni dei Giochi olimpici invernali, Calgary 1988 (squalificata nella 20 km, 1ª nella staffetta), Lillehammer 1994 (11ª nella 5 km, 3ª nella 15 km, 5ª nell'inseguimento, 1ª nella staffetta), Nagano 1998 (4ª nella 5 km, 7ª nell'inseguimento, 1ª nella staffetta) e Salt Lake City 2002 (20ª nella sprint, 5ª nell'inseguimento), e a otto dei Campionati mondiali, vincendo undici medaglie.
Sposò lo sciatore Igor' Badamšin.

## Palmarès

### Olimpiadi
- 4 medaglie:
  - 3 ori (staffetta[2] a Calgary 1988; staffetta[2] a Lillehammer 1994; staffetta a Nagano 1998)
  - 1 bronzo (15 km[2] a Lillehammer 1994)

### Mondiali
- 11 medaglie:
  - 6 ori (staffetta[2] a Oberstdorf 1987; staffetta[2] a Falun 1993; staffetta[2] a Thunder Bay 1995; staffetta[2] a Trondheim 1997; staffetta[2] a Ramsau am Dachstein 1999; staffetta a Lahti 2001)
  - 3 argenti (5 km[2], inseguimento[2] a Thunder Bay 1995; inseguimento[2] a Ramsau am Dachstein 1999)
  - 2 bronzi (inseguimento[2] a Trondheim 1997; staffetta a Val di Fiemme 2003)

### Coppa del Mondo
- Miglior piazzamento in classifica generale: 2ª nel 1995
- 50 podi (30 individuali, 20 a squadre[3])[4]:
  - 19 vittorie (5 individuali, 14 a squadre)
  - 12 secondi posti (7 individuali, 5 a squadre)
  - 19 terzi posti (18 individuali, 1 a squadre)

#### Coppa del Mondo - vittorie
| Data             | Località                | Nazione   | Spec.                                                             |
| ---------------- | ----------------------- | --------- | ----------------------------------------------------------------- |
| 20 dicembre 1994 | Sappada                 | Italia    | 5 km TL                                                           |
| 15 gennaio 1995  | Nové Město na Moravě    | Rep. Ceca | 4x5 km TC (con Ol'ga Danilova, Larisa Lazutina ed Elena Välbe)    |
| 28 gennaio 1995  | Lahti                   | Finlandia | 4x5 km TL (con Ol'ga Zav'jalova, Larisa Lazutina ed Elena Välbe)  |
| 4 febbraio 1995  | Falun                   | Svezia    | 10 km TC                                                          |
| 7 febbraio 1995  | Hamar                   | Norvegia  | 4x3 km TL (con Ol'ga Danilova, Larisa Lazutina ed Elena Välbe)    |
| 12 febbraio 1995 | Oslo                    | Norvegia  | 4x5 km (con Ol'ga Danilova, Larisa Lazutina ed Elena Välbe)       |
| 26 marzo 1995    | Sapporo                 | Giappone  | 4x5 km (con Larisa Lazutina, Natal'ja Martynova ed Elena Välbe)   |
| 17 dicembre 1995 | Santa Caterina Valfurva | Italia    | 4x5 km (con Larisa Lazutina, Ljubov' Egorova ed Elena Välbe)      |
| 14 gennaio 1996  | Nové Město na Moravě    | Rep. Ceca | 4x5 km (con Svetlana Nagejkina, Larisa Lazutina ed Elena Välbe)   |
| 16 marzo 1996    | Oslo                    | Norvegia  | 30 km TC                                                          |
| 15 dicembre 1996 | Brusson                 | Italia    | 4x5 km (con Ol'ga Danilova, Ljubov' Egorova ed Elena Välbe)       |
| 16 marzo 1997    | Oslo                    | Norvegia  | 4x5 km (con Ol'ga Danilova, Svetlana Nagejkina ed Elena Välbe)    |
| 8 marzo 1998     | Lahti                   | Finlandia | 4x5 km (con Ol'ga Danilova, Larisa Lazutina e Julija Čepalova)    |
| 29 novembre 1998 | Muonio                  | Finlandia | 4x5 km (con Ol'ga Danilova, Anfisa Rezcova e Svetlana Nagejkina)  |
| 20 dicembre 1998 | Davos                   | Svizzera  | 4x5 km (con Ol'ga Danilova, Svetlana Nagejkina e Larisa Lazutina) |
| 14 febbraio 1999 | Seefeld in Tirol        | Austria   | 5 km TL                                                           |
| 27 dicembre 1999 | Engelberg               | Svizzera  | SP TC                                                             |
| 9 dicembre 2000  | Santa Caterina Valfurva | Italia    | 4x3 km (con Ol'ga Zav'jalova, Larisa Lazutina e Julija Čepalova)  |
| 27 novembre 2001 | Kuopio                  | Finlandia | 4x5 km (con Ol'ga Danilova, Natal'ja Baranova e Julija Čepalova)  |

Legenda:

SP = sprint

TL = tecnica libera

TC = tecnica classica